# سیارک ۱۴۴۳
سیارک ۱۴۴۳ (به انگلیسی: 1443 Ruppina، نامگذاری:1937YG) هزار و چهارصد و چهل و سومین سیارک کشف شده‌است که در ۲۹ دسامبر ۱۹۳۷ و در هایدلبرگ کشف شد.
قدر مطلق سیارک برابر ۱۱٫۴۰ است.